# Lena Oberdorf
Lena Oberdorf (Gevelsberg, 19 de dezembro de 2001) é uma futebolista alemã que atua como meio-campo pelo Bayern de Munique e pela Seleção Alemã de Futebol Feminino.

## Biografia
Lena Oberdorf vem de uma família de esportistas, é a mais nova de três irmãos. O irmão mais velho, Tim Oberdorf, joga pelo Fortuna Düsseldorf. A irmã, Juli Oberdorf, é jogadora de futebol americano. Cedo, ela demonstrou interesse pelo futebol jogando com o pai e o irmão no quintal de casa. Seus primeiros passos no futebol foram jogando nos times de base do TSG Sprockhövel. Era a única garota no time.
Ela faz um curso superior em administração de empresas ao mesmo tempo em que desenvolve sua carreira no futebol.

## Carreira
Lena Oberdorf começou sua carreira profissional no futebol feminino alemão aos 16 anos jogando pelo SGS Essen, onde atuou por duas temporadas de 2018 a 2020. Na eleição do Ballon d'Or 2022 de melhor jagadora do mundo ela terminou na quarta posição.
Em 2024, após quatro temporadas jogando pelo Wolfsburg, a meio-campista assinou um contrato com o Bayern de Munique até 2028. A transferência para o time bávaro custou 450 mil euros, a quarta mais cara da história do futebol feminino até aquele momento.

## Seleção
Lena Oberdorf começou a jogar nos times juvenis da seleção de futebol feminino alemão aos 12 anos jogando no sub-15. Ela joga como meio-campo pela seleção principal desde 2019.
Na Copa do Mundo de Futebol Feminino de 2019, ela foi a jogadora alemã mais jovem do torneio com apenas 17 anos.
Ela foi selecionada para os jogos olímpicos de Paris 2024, entretanto, uma lesão em múltiplos ligamentos do joelho direito a tirou da competição e de toda a temporada subsequente com o clube. Além disso, ainda por consequência da lesão, ela ficou de fora da Eurocopa Feminina de 2025.

## Títulos
| Campeonato    | Título                                        | Equipe            | Ano     |
| ------------- | --------------------------------------------- | ----------------- | ------- |
| Nacional      | Bundesliga Feminina                           | Bayern de Munique | 2024-25 |
| Nacional      | Copa da Alemanha de Futebol Feminino          | Bayern de Munique | 2024-25 |
| Nacional      | Copa da Alemanha de Futebol Feminino          | VfL Wolfsburg     | 2023-24 |
| Nacional      | Copa da Alemanha de Futebol Feminino          | VfL Wolfsburg     | 2022-23 |
| Nacional      | Bundesliga Feminina                           | VfL Wolfsburg     | 2021-22 |
| Nacional      | Copa da Alemanha de Futebol Feminino          | VfL Wolfsburg     | 2021-22 |
| Nacional      | Copa da Alemanha de Futebol Feminino          | VfL Wolfsburg     | 2020-21 |
| Internacional | Campeonato Europeu de Futebol Feminino Sub-17 | Alemanha Sub-17   | 2017    |

## Premiações
| Prêmio                                                                   | Ano  |
| ------------------------------------------------------------------------ | ---- |
| Jogadora jovem da Época na Liga dos Campeões da UEFA de Futebol Feminino | 2023 |
| Jovem Jogadora da Eurocopa Feminina                                      | 2022 |
| Melhor jogadora jovem do mundo (Goal NxGn)                               | 2020 |
| Medalha Fritz Walter (Ouro)                                              | 2020 |
| Medalha Fritz Walter (Prata)                                             | 2019 |
| Medalha Fritz Walter (Bronze)                                            | 2018 |
| Jogadora de ouro do campeonato europeu sub-17                            | 2017 |